# Walckenaeria clavicornis
Walckenaeria clavicornis is een spinnensoort in de taxonomische indeling van de hangmatspinnen (Linyphiidae).
Het dier behoort tot het geslacht Walckenaeria. De wetenschappelijke naam van de soort werd voor het eerst geldig gepubliceerd in 1882 door James Henry Emerton.